# Saab 38
Saab 38 (známý také pod označeními B3LA nebo A 38/Sk 38) byl projekt jednomotorového proudového cvičného a lehkého bitevního letounu vzniklý v 70. letech 20. století u švédské společnosti Saab, ve spolupráci s italským výrobcem Aermacchi.[zdroj⁠?!] Ve výzbroji Flygvapnet měl nahradit starší typ Saab 105, ale projekt nikdy neopustil rýsovací prkno, a v roce 1979 byl jeho vývoj opuštěn v prospěch pokročilejšího víceúčelového bojového letounu JAS 39 Gripen.